# Подтымченко, Екатерина Петровна
Екатерина Петровна Подтымченко (12.11.1907, Новочеркасск — 24.05.1994, Екатеринбург) — советский инженер, химик-технолог, участник разработки водородной бомбы, лауреат Сталинской премии (1954).

## Биография
Воспитанница Института Благородных Девиц
Окончила Северо-Кавказский химико-технологический институт (1930).
- 1931 м.н.с. Ленгипрохима (Ленинград).
- 1933—1934 инженер на заводе № 2 Охтинского химического комбината.
- 1934 сменный инженер Опытного завода НИИС «Алюминий» (Ленинград).
- 1934—1948 научный сотрудник, инженер сектора минеральных солей УрНИИ Химинститута Минхимпрома.
- 1948—1951 руководитель опытного производственного участка в Лаборатории измерительных приборов АН СССР (Москва).
- С 1951 — на заводе «Электрохимприбор»: начальник отделения химического цеха (1951—1958), с.н.с. ЦЗЛ (Центральной заводской лаборатории) (1958—1959).

## Научная деятельность
Активный участник программы по разработке Водородной бомбы в СССР.
Участник разработки и совершенствования технологии получения и выпуска обогащенных изотопов урана, плутония и лития. Внесла большой вклад в ядерную программу СССР.

## Награды и звания
Лауреат Сталинской премии 3 степени (1954). Награждена орденом Трудового Красного Знамени (1954), двумя медалями «За трудовую доблесть» (1945, 1952).